# Cepno
Cepno – wieś w Polsce położona w województwie kujawsko-pomorskim, w powiecie chełmińskim, w gminie Stolno.

## Podział administracyjny
W latach 1939–1945 położona była w okręgu Rzeszy Gdańsk-Prusy Zachodnie, w rejencji bydgoskiej (Regierungsbezirk Bromberg), w powiecie Chełmno (Kreis Kulm).
W latach 1950–1954 położona była w województwie bydgoskim, w powiecie chełmińskim.
W latach 1954-1975 miejscowość administracyjnie położona była w województwie toruńskim, w powiecie chełmińskim, w gromadzie Stolno. Polegała pod sołectwo Wichorze.
W latach 1975–1998 miejscowość administracyjnie należała do województwa toruńskiego.

## Demografia
Według danych z 1880 w Cepnie mieszkało 97 katolików i 25 ewangelików (łącznie 122 mieszkańców).
Według danych Prezydium Powiatowej Rady Narodowej w Chełmnie oraz Powiatowego Inspektoratu Statystycznego w Chełmnie (31 XII 1966 r.) sołectwo Wichorze wraz ze wsią Cepno było zamieszkane przez 588 mieszkańców. Czyniło je wtedy czwartym największym sołectwem w gromadzie Stolno.
Według Narodowego Spisu Powszechnego (III 2011 r.) wieś liczyła 469 mieszkańców. Jest piątą co do wielkości miejscowością gminy Stolno.

## Historia
Piersze wzmianki na temat wsi pojawiają się około lat 1423-1424, w których występuje jako miejscowość rycerska leżąca przy trakcie chełmińsko-wąbrzeskim. Zanotowanych zostało dwóch rycerzy zamieszkujących tęże wieś, byli to Dytrych (niem. Dietrich), posiadający 13 łanów, oraz Wolmer, również posiadający 13 łanów. Byli zobowiązani do służby w zbroi lekkiej. Miejscowość w dokumentach występowała w tym czasie jako Czeppen.
Proboszcz chełmiński, Walery Regerg, w 1515 roku miał przekazać na rzecz kościoła chełmińskiego 7 włók. W 1570 wieś stanowiła własność szlachecką i występowałą w ówczesnych dokumentach pod nazwą Czepna. Jadwiga Osieczkowska, możliwa Pani wsi, posiadała 10 łanów chłopskich, trzech zagrodników oraz karczmę. W tym czasie wieś należała do powiatu chełmińskiego i podlegała parafii w Wielkich Czystych.
W 1774 roku właścicielem miał być niejaki Jemieslki, a po nim wieś przejąć mieli Złotnicki i Radzimiński, a w 1788 właścicielstwo wsi przejął Loga.
Jeszcze w XIX wieku obok wiesi przepływała struka określana mianem Żaki. Według danych z wydanego w 1880 pierwszego tomu Słownika Geograficznego Królewstwa Polskiego i innych krajów słowiańskich, we wsi znajdowało się 5 domów mieszkalnych, zamieszkanych łącznie przez 122 osoby. Jej powierzchnie wynosiła ówcześnie 1519 morgów. Podlegała pod znajdującą się w Wielkim Czystym stację pocztową.
Po zakończeniu I wojny światowej oraz włączeniu ziemi chełmińskiej do II Rzeczpospolitej na obszarze tym pozostała pewna ilość posiadaczy ziemskich. Jedną z takich osób był R. Reinke, który posiadał tutaj majątek o powierzchni 837 hektarów.
W latach 30. XX wieku, w miejscowości tej ziemię posiadać miała niejaka Longa Elfreda, która była także właścicielką pobliskiego Wichorza.
W latach 1939 - 1942 nazwą wsi było Zepno, lecz po przeprowadzonej zamianie nazw miejscowości w Okręgu Rzeszy Gdańsk-Prusy Zachodnie, w latach 1942 - 1945 nazywała się Zöppen. Pod okupacją niemiecką miejscowość ta posiadała statu wieś.
W dobie Polskiej Rzeczpospolitej Ludowej we wsi istniał PGR Cepno obejmujący swym zasięgiem, poza oczywistym Cepnem, Staw, Storlus oraz Wichorze. Było to jedno z trzech wielobiektowych PGRów na terenie ówczesnego powiatu chełmińskiego. Tutejszy PGR miał być także jednym z większych obszarów budowlanych w tymże powiecie, co wynikać miało z inwestycji z l. 1963-1966 przeznaczonych na rozbudowę i dobudowę nowych w obiektów produkcyjnych, gospodarczych, a także mieszkalnych. W 1966 wybudowano nową szusarnię, przygotowującą susz na paszę, która była w pełni podporządkowana Państwowemu Gospodarstwu Rolnemu. 
31 grudnia 1966 powierzchnia sołectwa Wichorze, wraz z Cepnem, wynosiła 8,8 km2.
Pod koniec XX w. istnieć miały wciąż ślady zespoły folwarcznego funkcjonującego w tej miejscowości w latach 1870-1922.
W miejscowości jest przystanek kolejowy Cepno.

## Kultura
W Cepnie mieści się Dom Kultury, w którym narodził się Zespół Pieśni i Tańca "Ziemi Chełmińskiej".